# 美國北部英語

21世紀研究將圖上棕灰色的部分劃為美國北部大方言區。注意美國西北部與新英格蘭不含在內。

美國北部英語（Northern American English, Northern AmE）是一系列歷史上相關的美國英語方言，主要使用者為中西部與部分東北部的美國白人。
根據2006年版的《北美英語地圖集》（ANAE），美國北部英語是數個大方言區之一，分布於康乃狄格州、麻薩諸塞州西部、紐約州西部與中部的都會區，紐澤西州西北、賓夕法尼亞州東北、俄亥俄州北部、印第安那州北部、伊利諾州北部、內布拉斯加州東北與南達科他州東南地區，以及密西根州、威斯康辛州、明尼蘇達州、佛蒙特州與紐約哈德遜河谷的特定地帶，包含大湖區英語與新英格蘭英語兩種核心方言。
雖然名為「美國北部英語」，但並非美國北部各地都使用此方言，例如目前的西北部、紐約市、東新英格蘭以及部分上中西部的方言，或者不符美國北部英語的音系特徵，或者只是擦邊球。同時，加拿大中部與西部使用的標準加拿大英語大概在兩到三個世紀前從美國北部英語分支出來，因此兩者間有些特徵是類似的。
美國北部口音與南方英語常用的分辨之處在母音/aɪ/，北部保持雙元音（diphthong），而南部把它發成單元音（monophthong）。北部口音與西部或加拿大口音的差別在Cot–caught合併，北部口音大多有保留cot與caught之間的差別（雖然中西部方言過渡地帶的居民可能會被鄰近口音影響，特別是年輕人） 。
在二十世紀初，美國北部口音是「通用美式英語」的基礎，但在那之後，各地有特色的口音開始發展，持續至今。

## 音系
根據ANAE，美國北部方言大區的特徵如下：
- 有R音。
- /oʊ/（例如goat、toe、show）還有傳統的/u/（例如goose、too、shoe）發音位置相當靠後，為保守現象。
- 後圓脣元音通常沒有Cot–caught合併，因此「pond - pawned」或「bot - bought」並非諧音。
- 北方大城市元音移位：發生在紐約州西部到大湖區之間的地帶[9]。

在新英格蘭東部（例如波士頓與瑪莎葡萄園島）與上中西部口音當中，「加拿大抬升」現象頗為普遍：如果/aɪ/或/aʊ/出現在無聲輔音之前（例如height、slight、advice、clout、ouch、lout，而非hide、slide、advise、cloud、gouge、loud），舌位會往上抬。只抬升/aɪ/的口音則遍及包含大湖區在內的整個北部地區以及新英格蘭。在北部大方言區之外，抬升也發生在加拿大英語、費城英語及各種西部英語之中。

### 音韻分布
下列發音在美國北部特別突出，異於其他地帶：
- 常用的/æ/ 
  - 「Apricot」發成較低的/ˈæprəkɑt/而非/ˈeɪprəkɑt/。
  - 「Crayon」發成單音節的/kræn/或第二音節弱化的/kreən/，為/æ/抬升（英语：Raising (sound change)）的表現。
  - 「Pajamas」發成較高的/pəˈdʒæməz/ ，而非波士頓、紐約市或南方通行的/pəˈdʒɑməz/。
- 「Been」發成/bɛn/，與人名「Ben」同音。
- 「Handkerchief」與「Beef」押韻。
- 「Poem」發成單音節的/poʊm/，可以與「Dome」押韻。
- 「Root」與「Roof」的元音發成[ʊ] (listenⓘ)（FOOT）而非其他地區常見的[u] (listenⓘ)（GOOSE）。[14]

### 消失的特徵
區分/ɔr/與/oʊr/
美國北部英語是美國最晚發生Horse–hoarse合併的地帶，「Horse–Hoarse」或「War - Wore」在此不是同音字，但後來該融合現象迅速席捲北部，如今當地人已經不區分這兩組元音了。
「Creek」
過去美國北部英語通常把「Creek」的元音發成[ɪ] (listenⓘ)（KIT），為一典型特徵，但現在已經與美國其他地方一樣發成[i] (listenⓘ)（FLEECE）了。

## 詞彙

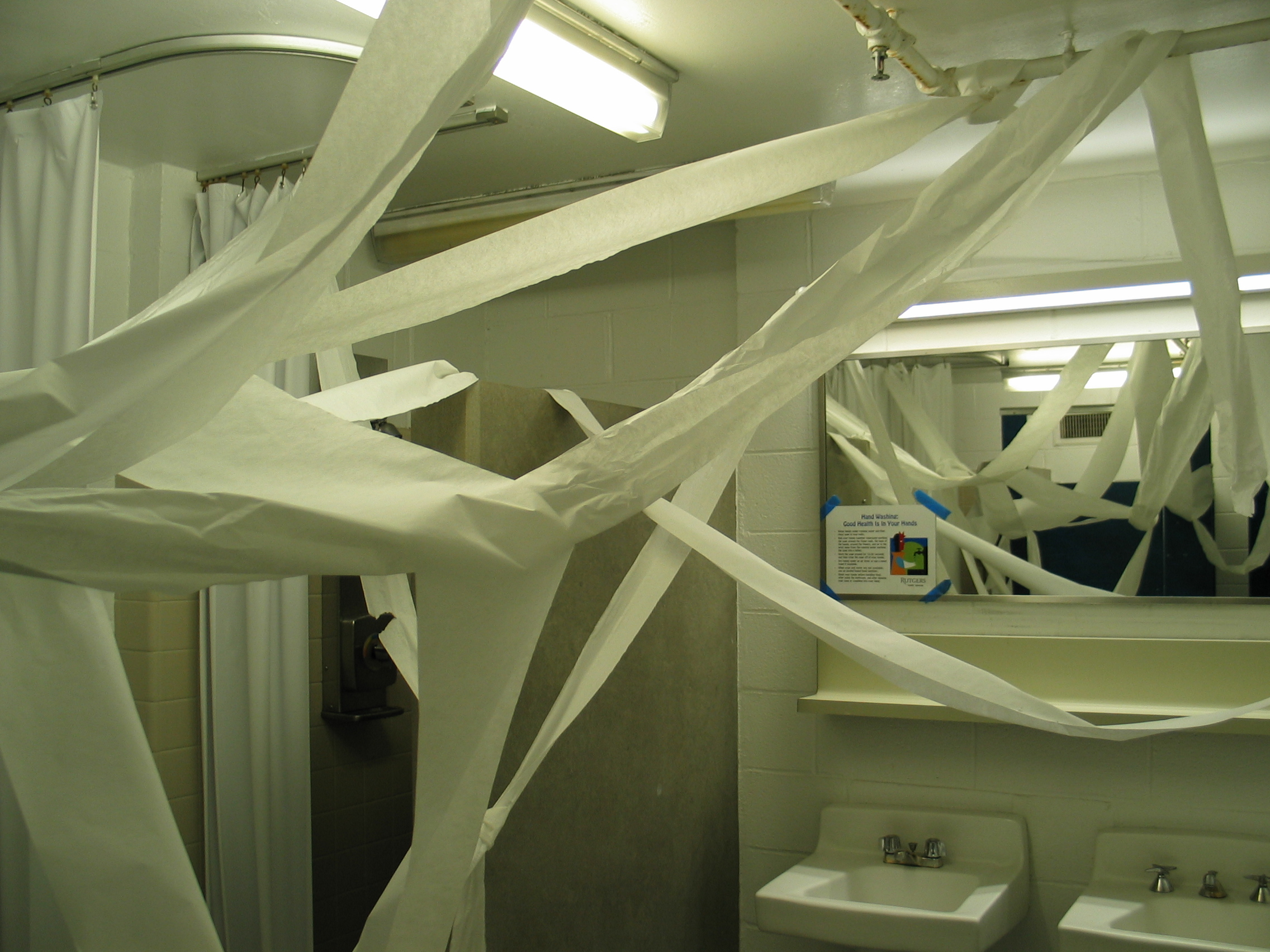
被衛生紙包裹的浴室

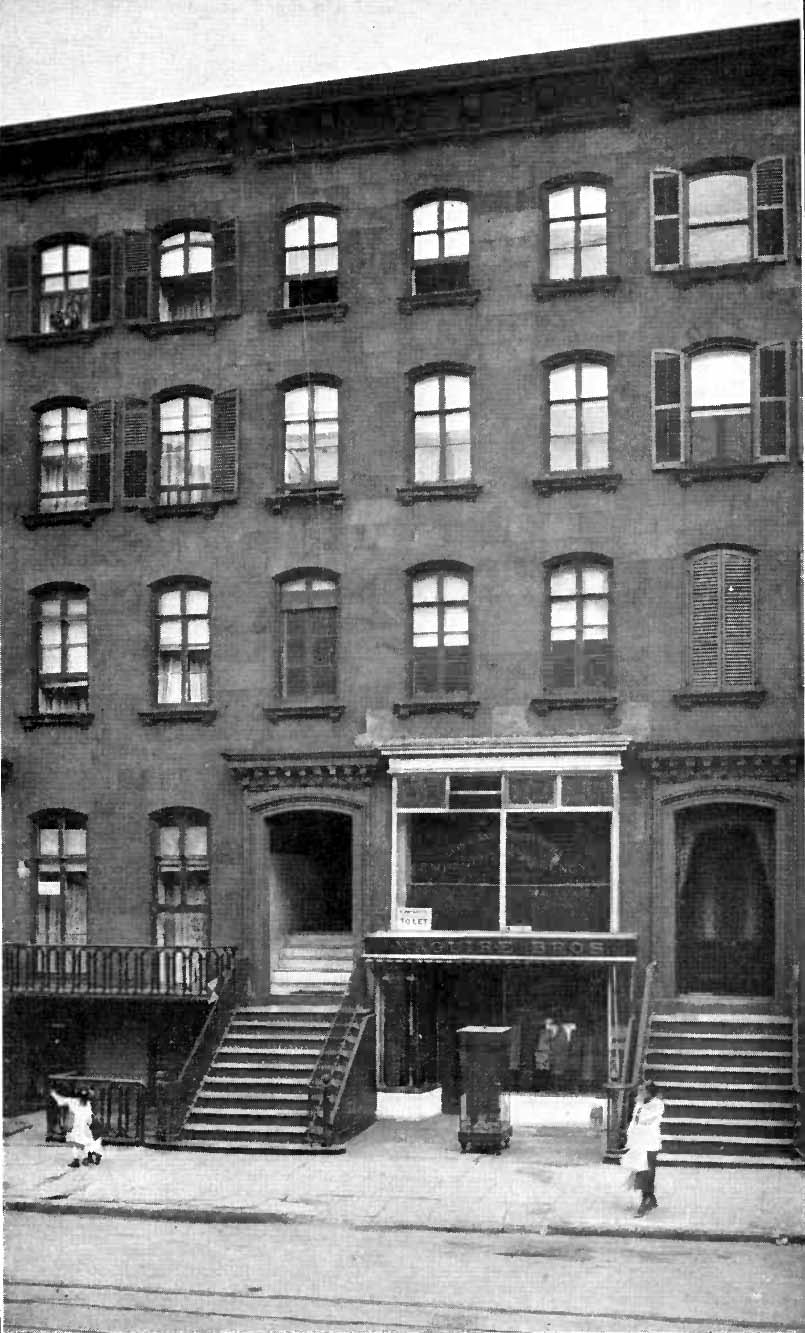
兩戶人家門前的階梯就是「Stoop」。

以下列出美國北部英語特有或特別常用的詞彙：
Babushka
源於俄語，指在下巴處打結固定的婦女頭巾。
Bare-naked
裸的，其他地方通常說「naked」。
Crayfish 
淡水龍蝦。
Crust
麵包皮；整條土司麵包最後的部分。
Diagonal; kitty-corner
斜對面。
Doing cookies
做甜甜圈，為美國北部特有用法。
Frosting 
糖霜，其他地方通常說「icing」。
Futz（/fʌts/）; futz around
四處鬼混，浪費時間。
Garbage
垃圾，美國其他地方通常說「trash」。
On the fritz
故障；錯亂。
Pit
果實的籽或核。
You guys
你們。
Woodchuck
北美土撥鼠，美國其他地方通常說「groundhog」。

## 美國東北部英語

美國東北部英語分布於圖上的紅色區域，特別是大西洋海濱一帶。

美國東北部英語（Northeastern American English）指美國東北部大西洋岸走廊的一系列方言，包含新英格蘭英語，以及中大西洋區域的紐約市英語和費城英語（使用範圍包含毗鄰的紐澤西州部分地區），有時也包含大巴爾的摩地區、華盛頓特區與紐約哈德遜河谷的方言。東北部幅員廣大，雖然有許多相異的方言與口音，但仍有某些共通的詞彙與發音。

### 音韻分布
以下列出美國東北部特殊的詞彙發音：
- 「Cauliflower」的「i」發成/i/（fleece），而非/ɪ/（KIT）。
- 「Centaur」與「four」押韻，類似法語發音，而非與「far」押韻。
- 「Miracle」發成/ˈmɛrəkəl/或/ˈmirəkəl/，唯獨不發成/ˈmɪrəkəl/。
- 「Route」與「shoot」押韻，類似法語發音，而非與「shout」押韻。
- 「Syrup」高又向前，發成/ˈsirəp/或/ˈsɪrəp/，而非/ˈsɜrəp/。
- 「Tour」與「tournament」發成/tɔr/（聽起來像「tore」）。
- 「Vase」發成/veɪz/或/vɑz/，「se」濁化成/z/，與「stays」或「spas」押韻，而非通用美式英語的/veɪs/（與「space」押韻）。

東北部有個對比的元音/ɔ/，精確聽起來介於[ɒ~ɔə]之間，用於「all」、「caught」、「flaw」、「loss」、「thought」等單字中。北新英格蘭居民與許多年輕人已經不使用這個母音了。

### 詞彙
通用或常見於美國東北部的用語：
Brook
溪流，其他地方通常說「stream」。
Bureau
五斗櫃（其他地方通常說「chest of drawers」）或梳妝台（其他地方通常說「dresser」）。
Cellar
地下室，其他地方通常說「basement」。
Cruller
油炸麻花。
Elastic、hair elastic、hair thing
髮圈，其他地方通常說「hair tie」。
Goose pimples
雞皮疙瘩，其他地方通常說「goose bumps」。
Papering、TP'ing
用衛生紙包裹其他事物，其他地方通常說「toilet papering」。
Rotary
圓環，其他地方通常說「roundabout」或「traffic circle」。
Sneakers
運動鞋。
Soda
任何甜味的碳酸飲料。
Stoop
屋門前的階梯，常見於紐約市周邊。
Sunshower
太陽雨。
Tractor trailer
聯結車，其他地方通常說「semi-trailer truck」。

## 大湖區、中北部、太平洋西北地區英語

大湖區英語用於圖上藍色區域，又以大湖區最為主要。

二十世紀的北方大城市元音移位以大湖區為中心，蔓延整個北境，直到大西洋岸。這系列的元音推移可說是大湖區英語（Inland North American English，用於芝加哥、底特律與紐約州西部）最主要的特徵，此外也出現在一些西新英格蘭英語內，東北部英語則沒有發生推移。
美國中北部英語（North-Central American English）又稱上中西部英語（Upper Midwestern English），主要分布於明尼蘇達州、威斯康辛州北部與北達科他州，這一帶的方言表現出一些北方大城市元音移位的發音，ANAE認為它是大湖區、加拿大與西部之間的過渡區。這一帶的發音有Cot–caught合併，因此與北部英語有所區分。
太平洋西北地區英語（Northwestern American English）屬於西部英語而非北部英語。它的過渡區會受到加拿大或加州方言的影響。

## 另見
- 新英格蘭英語
- 美國中北部英語（英语：Upper Midwest American English）

## 註腳
1. ↑  又作Northern U.S. English
2. ↑  在美國語境中，「北部」指的通常是「傳統北部」，亦即東北部加中西部，不包含西北部。因此太平洋西北地區英語該不該算進美國北部大方言區是有爭議的。